# Storm Shadow
Storm Shadow / SCALP-EG – konwencjonalny, taktyczny pocisk manewrujący dalekiego zasięgu o niskiej wykrywalności, służący do niszczenia punktowych celów, produkowany przez europejskie konsorcjum MBDA, wprowadzony na początku XXI wieku.

## Historia
Doświadczenia zebrane przez RAF podczas I wojny w Zatoce Perskiej, podczas której Brytyjczycy stracili 6 samolotów Panavia Tornado, uwypukliły potrzebę posiadania nowej klasy pocisków, dzięki którym można by atakować cele bez potrzeby przelatywania nad celem bądź w jego bezpośredniej bliskości. Na bazie tych doświadczeń powstały pociski manewrujące, zapewniające z jednej strony duże prawdopodobieństwo trafienia, a z drugiej strony pozwalające atakować wybrane cele z dużej odległości bez narażania załóg własnych samolotów na ogień obrony przeciwlotniczej. Koncepcja tego typu broni otrzymała nazwę stand-off (pozostań z boku).
Wstępne prace nad pociskiem manewrującym dalekiego zasięgu przenoszonym przez samoloty rozpoczęła francuska firma Matra w 1991 roku, na zlecenie francuskiego lotnictwa. Stanowił on rozwinięcie koncepcji szybującego pocisku skrzydlatego APACHE, który miał także odmianę z silnikiem odrzutowym dalekiego zasięgu APACHE-C. Oznaczenie SCALP stanowi skrót od Système de Croisière Autonome à Longue Portée, a dodatek EG od Emploi Général (system pocisku autonomicznego dalekiego zasięgu ogólnego przeznacznia). W 1992 roku współpracę przy programie rozwoju pocisku podjęła brytyjska firma BAe Dynamics (późniejsza BAE Systems). Przeprojektowano wówczas kadłub i zastosowano autonomiczny system naprowadzania TRN (Terrain Reference Navigation) oraz zastosowano brytyjską uniwersalną tandemową głowicę bojową BROACH (Bomb Royal Ordnance Augmented Charge). W grudniu 1994 roku zatwierdzono program budowy i rozwoju pocisków SCALP-EG. 
Na początku lat 90. XX wieku RAF ogłosił wymagania dotyczące pocisku manewrującego klasy fire-and-forget (tłum. odpal i zapomnij) CASOM (Conventionally Armed Stand Off Cruise Missile). W czerwcu 1996 roku wybrany został projekt SCALP konsorcjum firm Matra i BAa Dynamics (późniejsze MBDA). W styczniu 1998 roku Direction Générale de l'Armement (DGA), francuska Generalna Dyrekcja dz. Uzbrojenia zawarła umowę na opracowanie prototypów i dostawę pierwszych 500 pocisków dla francuskiego lotnictwa. RAF zamówił początkowo 900 pocisków. Próby prototypów rozpoczęto w grudniu 1999 roku, a pierwsze odpalenie kompletnego pocisku miało miejsce w grudniu 2000 roku we Francji. Pocisk został odpalony z pokładu Mirage 2000N i po przeleceniu 250 km trafił w makietę schronu. We Francji pocisk został oznaczony SCALP EG, a przez Brytyjczyków Storm Shadow. Brytyjczycy swój pierwszy Storm Shadow odpalili z pokładu Tornado w maju 2001 roku. W lutym 2002 roku rozpoczęto produkcję seryjną.
W listopadzie 2013 roku rozpoczęto testy pocisku z samolotem Eurofighter Typhoon. Badania obejmowały testy kompatybilności, badania flatterowe oraz sprawdzenie osiągów samolotu i jego charakterystyki aerodynamicznej z podwieszonym pociskiem. W listopadzie 2014 roku, na poligonie Aberporth w Walii, dokonano pierwszego zrzutu ćwiczebnej wersji Storm Shadow. W tym samym roku francuskie lotnictwo planowało zakupić kolejnych 250 egzemplarzy ale plany zakupowe zostały anulowane.
W grudniu 2006 roku rozpoczęto prace nad morskim wariantem pochodnym pocisku MdCN (Missile de Croisière Naval), przystosowanym do wystrzeliwania z pionowych wyrzutni okrętowych lub zanurzonych okrętów podwodnych. Wymusiło to przeprojektowanie pocisku, w tym zastosowanie dłuższego kadłuba o okrągłym przekroju i średnicy 500 mm. Próbne odpalenie miało miejsce w maju 2010 roku. Francuska marynarka wojenna zamówiła 200 pocisków, w tym 50 dla okrętów podwodnych typu Barracuda.

## Konstrukcja

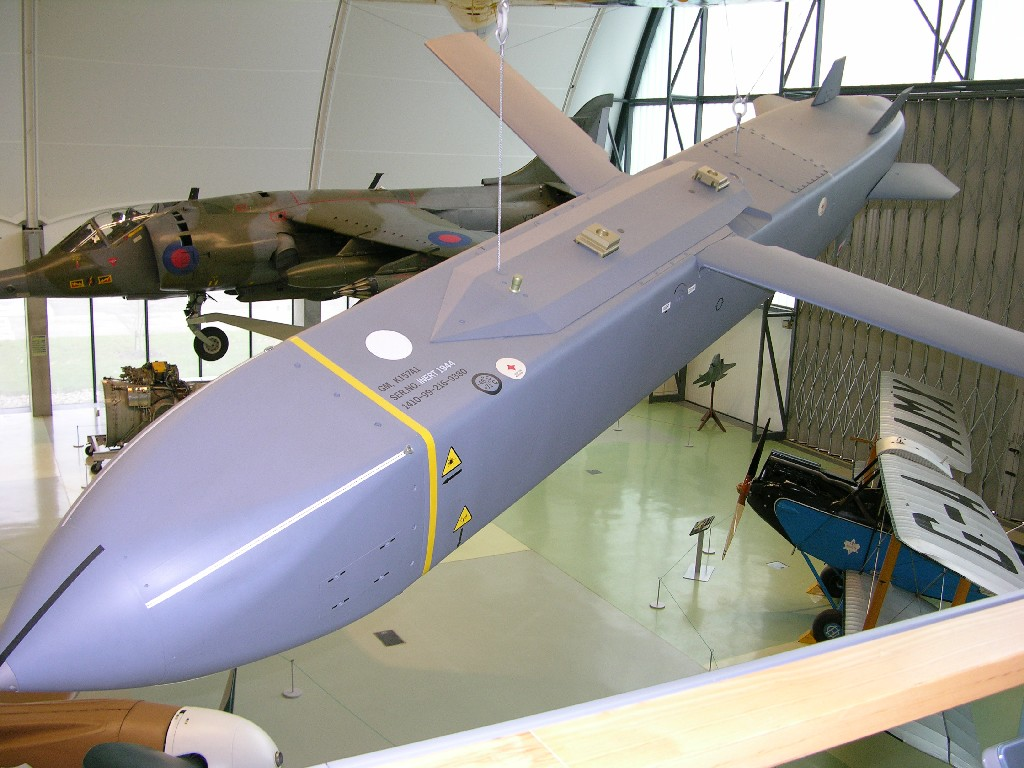
Storm Shadow w RAF Museum London

Wersja francuska różni się od wersji używanej przez RAF jedynie interfejsem łączącym pocisk z nosicielem. We Francji są to samoloty Mirage 2000N/D i Dassault Rafale F2, a w Wielkiej Brytanii Tornado GR.4 i Eurofighter Typhoon.
Storm Shadow to pocisk manewrujący o utrudnionej wykrywalności, naprowadzany autonomicznie z wykorzystaniem systemu nawigacji bezwładnościowej z użyciem odbiornika GPS oraz systemu TERPROM (Terrain Profile Matching, porównywanie profilu powierzchni ziemi). Kadłub ma przekrój prostokątny o szerokości 630 mm i wysokości 480 mm, a rozpiętość rozkładanych skrzydeł umieszczonych na grzbiecie wynosi 3 m. Z tyłu znajdują się powierzchnie sterowe. Zasięg wynosi od 250 do 400 km. Pocisk leci po zaprogramowanej trasie na wysokości między 40 a 150 m.

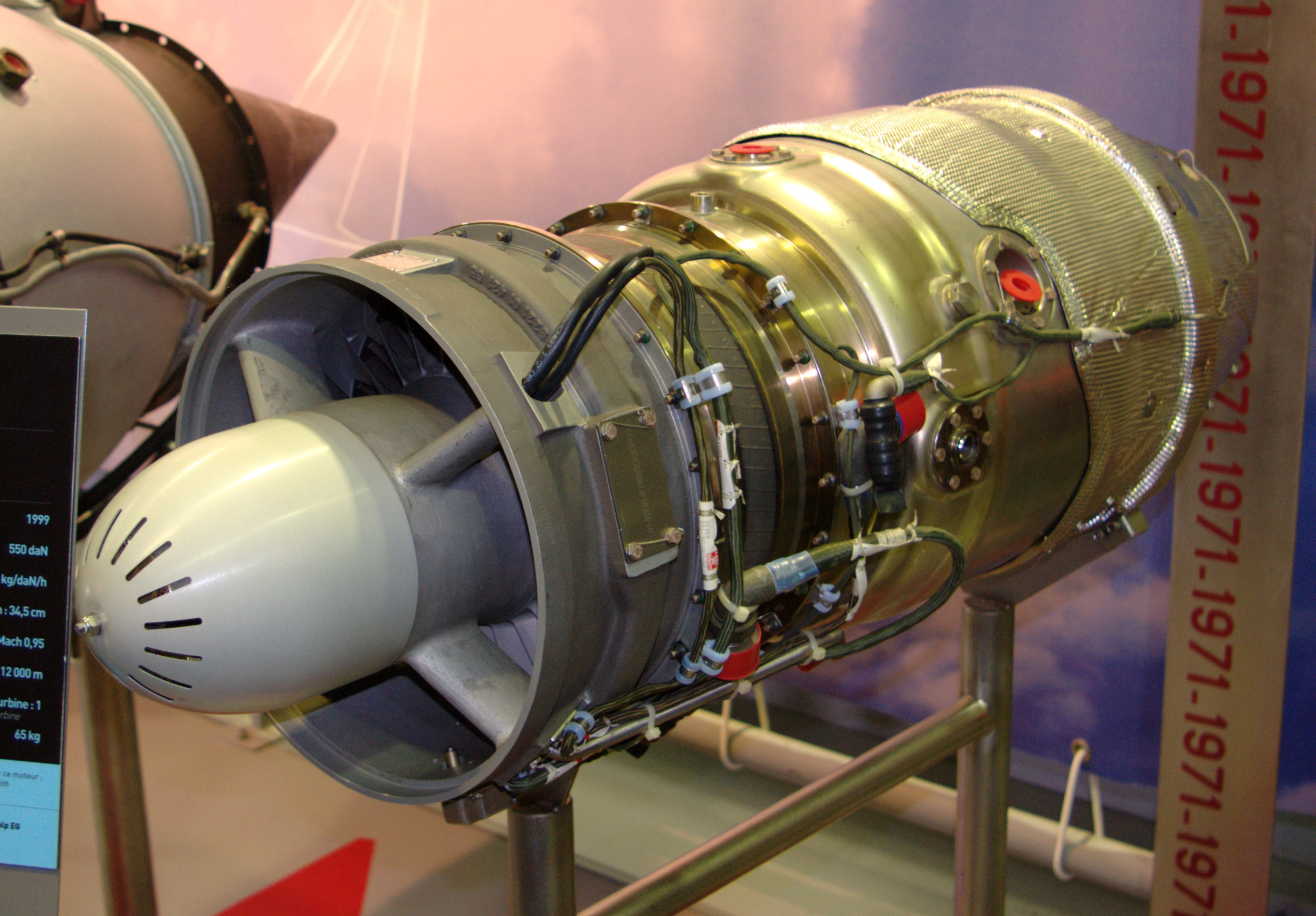
Silnik turboodrzutowy Microturbo TRI 60-30 używany przez Storm Shadow

Przed zaatakowaniem celu, z głowicy pocisku odpada pokrywa kamery termowizyjnej o wysokiej rozdzielczości, dzięki której następuje identyfikacja celu. Po przechwyceniu pocisk wznosi się na zadaną wysokość tak, aby kąt uderzenia w cel był jak najbardziej efektywny. Tuż przed samym uderzeniem następuje powtórna identyfikacja celu. Pocisk leci nad cel na wysokości 30–40 metrów. Głowica  BROACH (Bomb Royal Ordnance Augmented Charge) jest dwustopniowa, w momencie uderzenia w cel o utwardzonej powierzchni, pierwsza część głowicy – prekursor, wypala otwór, przez który uderza druga część głowicy, tym samym cała energia pocisku wykorzystywana jest do zniszczenia celu. W zależności od kąta uderzenia rakiety, głowica BROACH jest w stanie przebić 2 do 4 metrów żelbetu. Głowica została opracowana na początku lat 90. wspólnie przez BAe Royal Ordnance, Thomson-Thorn Missile Electronics i Defence Evaluation and Research Agency (DERA). Część bojowa ma masę 450 kg. Błąd trafienia wynosi 1-3 m.

## Użytkownicy
W listopadzie 1998 roku pocisk został zamówiony przez Zjednoczone Emiraty Arabskie, otrzymał on nazwę własną Black Shaheen. Wersja dla tego państwa ma zmniejszony do 300 km zasięg, dzięki czemu nie podlega kontroli w ramach układu o nierozprzestrzenianiu broni dalekiego zasięgu – Missile Technology Control Regime (MTCR), i jest integrowana z samolotami Mirage 2000-9. W październiku 1999 roku lotnictwo włoskie zamówiło 200 pocisków dla samolotów Tornado i Typhoon. W sierpniu 2000 roku Grecja zamówiła 90 pocisków, integrując je ze swoimi Mirage 2000-5. Wraz z zakupem dla Polemikí Aeroporía maszyn Dassault Rafale, w 2022 roku Grecja zakupiła kolejną transze kilkudziesięciu SCALP-EG. W ramach programu modernizacji własnych samolotów Tornado, znanym pod nazwą Tornado Sustainment Programme, w 2006 roku 350 sztuk zamówiła Arabia Saudyjska. Francja zamówiła 500 egzemplarzy dla swojego lotnictwa. Pierwsze z nich trafiły do odbiorcy w 2004 roku. Pociski zintegrowano z samolotami Dassault Mirage 2000D i wszystkimi wersjami Dassault Rafale. W 2015 roku, prawdopodobnie około 100 pocisków otrzymał Egipt. Znalazły się one na uzbrojeniu zakupionych przez Egipt samolotów Dassault Rafale. Na podobnej zasadzie, pociski nabyły w 2016 roku Indie, kolejny użytkownik Dassault Rafale. W 2015 roku Katar, wraz z zakupem maszyn Typhoon nabył około 150 pocisków.

## Służba

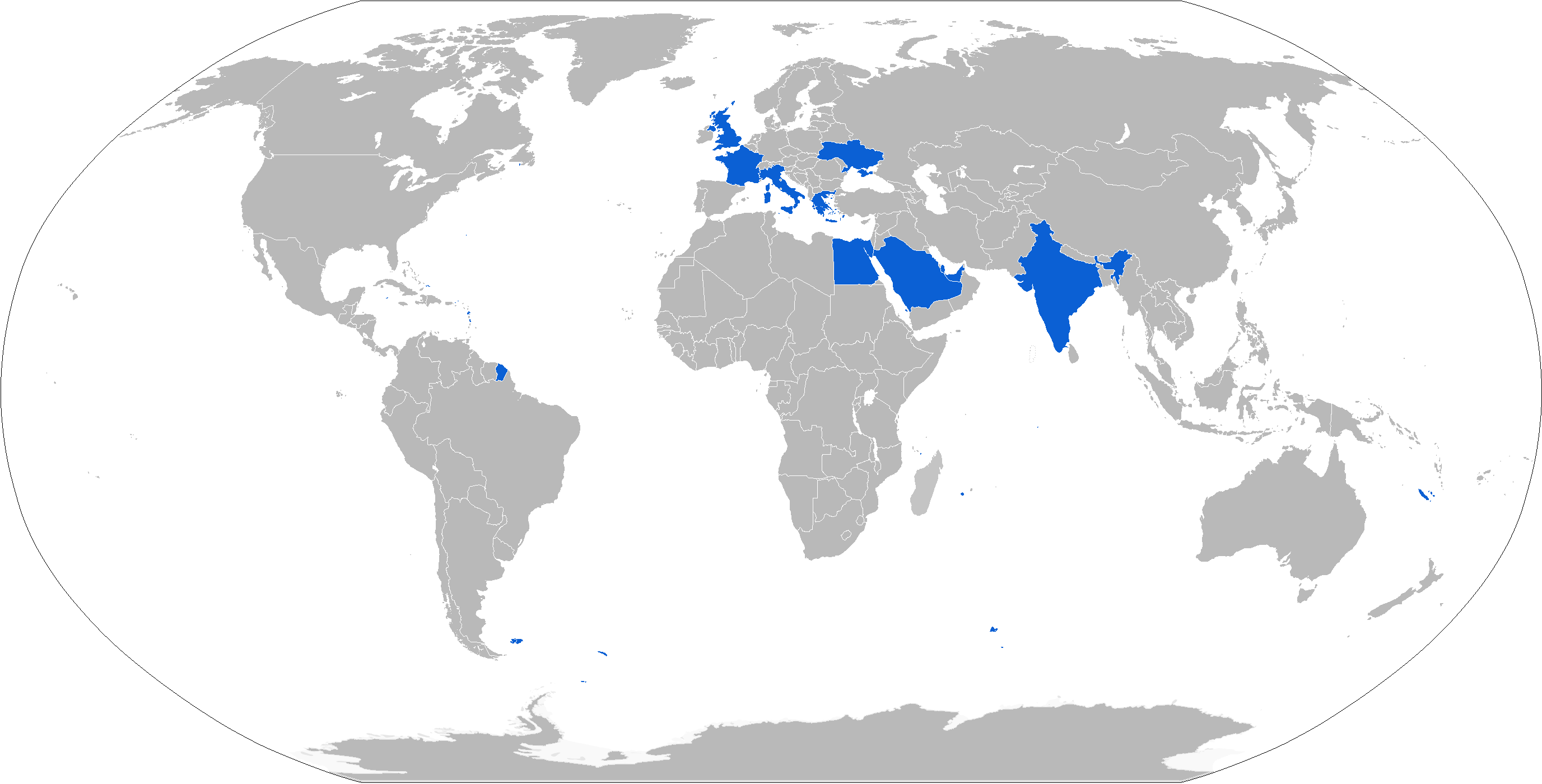
Mapa z zaznaczonymi na niebiesko państwami, które dysponują pociskami Storm Shadow.

Storm Shadow trafił do uzbrojenia w 2002 roku. 21 marca 2003 roku miało miejsce pierwsze bojowe użycie pocisku. Brytyjskie Tornado GR.4 z 617 dywizjonu Dambusters odpaliły swoje pociski w stronę umocnień pod Bagdadem podczas II wojny w Zatoce Perskiej. Podczas działań w Iraku w 2003 roku odpalono 27 pocisków. Pierwsze francuskie pociski trafiły do Armée de l’air w grudniu 2004 roku. 
Kolejnym polem bitwy, na którym bojowo użyto tych pocisków, była wojna domowa w Libii, gdzie w 2011 roku interweniowały państwa NATO. Odpalono tam ponad 75 pocisków brytyjskich, francuskich i włoskich przeciwko libijskim rządowym centrom dowodzenia i bazom lotniczym.
Na początku maja 2023 roku Wielka Brytania ujawniła dostarczenie pocisków Storm Shadow dla Ukrainy podczas inwazji Rosji na Ukrainę. Prawdopodobnie do ich przenoszenia zostały uprzednio dostosowane bombowce frontowe Su-24 i jeszcze w pierwszej połowie maja zostały one użyte bojowo, na cele w okolicy Ługańska.